# Ilhas Mascarenhas

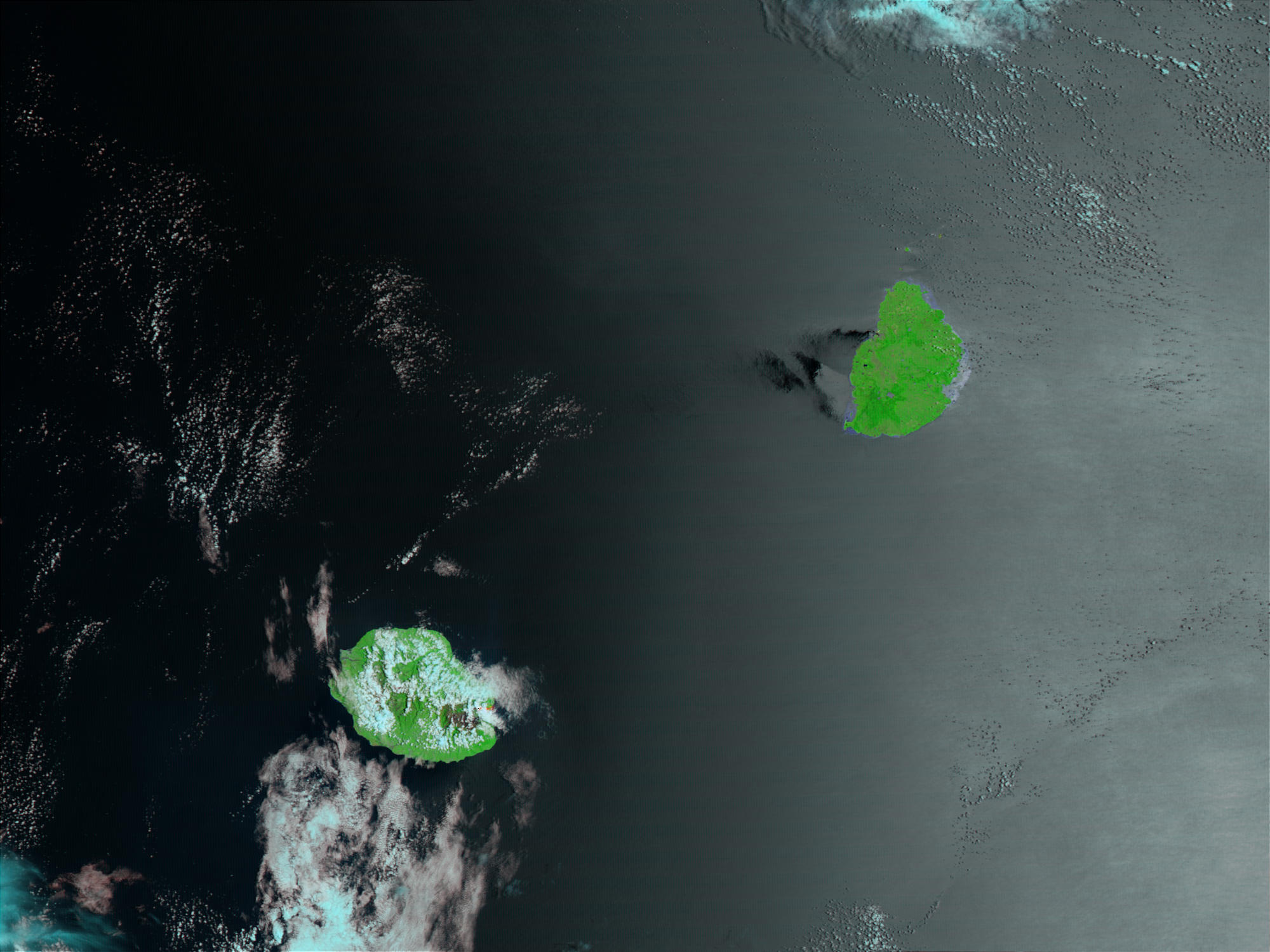
As duas maiores ilhas do arquipélago: Reunião à esquerda e Maurícia à direita.

Ilhas Mascarenhas é a designação dada ao conjunto de ilhas que formam um vasto "arquipélago" situado no sudoeste do Oceano Índico, a leste de Madagáscar, estendendo-se por mais de 1200 km através de uma área oceânica situada entre os 11º 00' (Agalega) e os 21º 30' (Reunião) de latitude sul e entre os 55º 00' (Tromelin) e os 63º 30' (Rodrigues) de longitude este. Apesar do nome comum, as Mascarenhas não constituem um verdadeiro arquipélago, sendo antes um conjunto de vários arquipélagos vizinhos, agrupando ilhas com estrutura geológica e história muito diferenciadas, embora com uma origem comum e constituindo uma região biogeográfica distinta (ecorregião das Mascarenhas).

## Geografia e organização política
Excluindo os pequenos atóis e ilhéus costeiros, as principais ilhas incluídas nas Mascarenhas são (norte para sul):
- Agalega;
- Tromelin;
- Cargados Carajos ou ilha de São Brandão;
- Rodrigues;
- Maurícia;
- Reunião.

As ilhas Maurícia, Agalega, São Brandão (Cargados Carajos) e Rodrigues formam a República da Maurícia.
A Reunião constitui um departamento ultramarino francês (DOM - Département d'Outre-Mer), considerado como uma das regiões ultraperiféricas da União Europeia, fazendo parte da União por força do artigo 299.º-2 do Tratado da União Europeia.
A ilha Tromelin está integrada nas ilhas Esparsas, sendo administrada em conjunto com as Terras Austrais e Antárticas Francesas. A soberania francesa sobre a ilha Tromelin é disputada pela República da Maurícia, que a considera como parte do seu território.

## História
As ilhas receberam o nome de Mascarenhas em honra de Pedro Mascarenhas, navegador, diplomata e mais tarde vice-rei da Índia, que, por volta de 1512, teria comandado um grupo de navios portugueses que as avistaram. Contudo, o arquipélago já aparece numa carta da autoria do geógrafo árabe Sharif El-Edrissi, datada de 1153, a qual mostra as três ilhas principais do grupo: Rodrigues (Dina Arobi), Reunião (Dina Marghabi) e Maurícia (Dina Moraze). Há notícia de mercadores árabes na zona pelo menos desde o século XI.

## Território e geologia

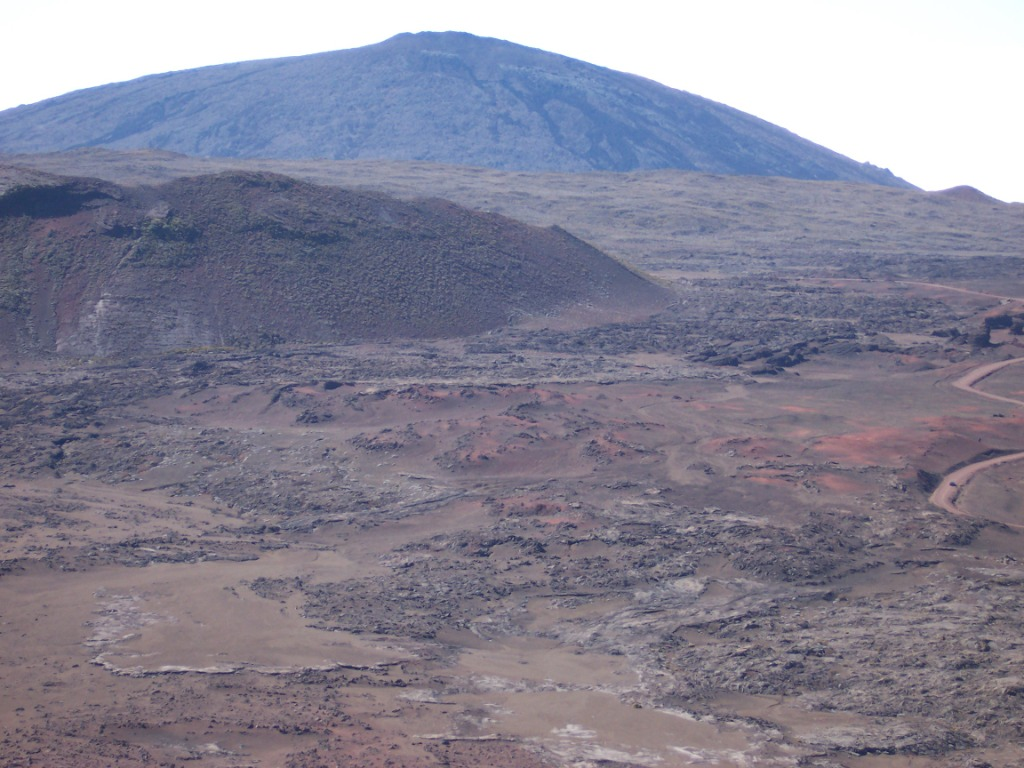
Piton de la Fournaise

As Mascarenhas constituem a parte emersa do planalto submarino das Mascarenhas, uma formação que se prolonga por quase 2000 km desde as Seicheles até Reunião. Este planalto ocupa uma área de cerca de 150 000 km², com águas com profundidades que variam entre os 8 m e os 150 m, mergulhando as suas margens numa planície abissal com profundidades da ordem dos 4000 m. A parte norte do planalto, incluindo as Seicheles e ilhas vizinhas, é constituída por granito, sendo um fragmento afundado do supercontinente Gondwana. A parte sul é de natureza basáltica, a situação normal nos fundos oceânicos.
As ilhas Mascarenhas são de origem vulcânica, encontrando-se as mais antigas reduzidas a atóis encimados por formações coralinas. Apesar das diferenças estruturais e de idade, resultam da passagem da placa tectónica africana sobre o hot-spot da Reunião, o que deixou uma linha de vulcões sobre as posições sucessivamente ocupadas pela pluma magmática, os mais altos dos quais constituem hoje as ilhas.